# Verführte Hände
Verführte Hände ist ein deutsches Filmmelodram aus dem Jahre 1949 von Fritz Kirchhoff mit Viktor Staal, Albrecht Schoenhals und Karin Himboldt in den Hauptrollen.

## Handlung
Der Maler Verkooren ist künstlerisch nicht in der Lage, Kunstwerke zu schaffen, die eine eigene, unverwechselbare Handschrift tragen. Er verfügt allerdings ein Talent von Kujau’schen Ausmaßen: Er versteht es wie kein anderer, alte Meister wie van Gogh, Murillo, Rembrandt exzellent zu fälschen und diesen Gemäldekopien den Pinselstrich ihrer ursprünglichen Schöpfer zu verleihen. Der kaltblütige Arzt Dr. Trollop, ein leidenschaftlicher Kunstliebhaber und -sammler und nur in seiner Erscheinung ein Gentleman vom Scheitel bis zur Sohle, hat wenig Skrupel, das Können Verkoorens zu seinen Nutzen zu missbrauchen. Trollop hat freien Zugang zu Drogen und “behandelt” damit den labilen und charakterschwachen Maler, der bald abhängig von dessen Betäubungsmitteln wird, sodass Trollop ein leichtes Spiel hat, ihn zum fortgesetzten Bilderfälschen zu zwingen. 
Die Verkooren-Werke werden von Trollop als täuschend echte “Originale” verkauft und sollen ihn zum steinreichen Mann machen. Bald aber droht das Erscheinen des heimatlosen Kriegsheimkehrer Georg Reinhart Trollops Pläne durcheinander zu bringen. Reinhart lernt die Tochter des Kunsthändlers John Ebenwyl, Elizza Ebenwyl, kennen und lieben und wird dadurch in den Kunstfälscherskandal hineingezogen. Bald beginnt die Polizei in Gestalt des Kriminalkommissars Meiners zu ermitteln und es kommt zu einem Gerichtsprozess, in dem sich Verkooren für seine Taten verantworten muss. Reinhart und Trollop geraten derweil heftig aneinander. Schließlich kommt die ganze Wahrheit an den Tag. In die Enge getrieben, entzieht sich Dr. Trollop seiner Verantwortung, indem er sich vergiftet.

## Produktionsnotizen
Gedreht wurde Verführte Hände im Winter 1948/49 in Bendestorf  (Atelieraufnahmen) und in Hamburg (Außenaufnahmen). Die Uraufführung erfolgte am 8. April 1949 in Hannover, die Berliner Premiere fand 16 Tage später statt. 
Willi Wiesner war Produktionsleiter. Fritz Maurischat und Heinrich Beisenherz gestalteten die Filmbauten. Der ehemalige Polizeireporter Jürgen Roland war Kirchhoffs Regieassistent.

## Kritiken
Der Spiegel schrieb: “Es gibt Verfolgungen, Entführungen, Aetherbetäubungen, gerichtliche Verhandlungen, eine Geheimtür, Polizei mit Ueberfallwagen, einen kurzen, aber soliden Faustkampf und anderes Zubehör gewissenhafter Kriminalstücke. Fritz Kirchhoff, der die Geschichte ernst und genau ins Drehbuch schrieb und ebenso ins Bild setzte, stattet diesen Teil des Films mit Spannung aus. Obwohl nicht einmal ein Schuß fällt, der waffenlosen deutschen Gegenwart entsprechend. Als längliche retardierende Momente schaltet Autor-Regisseur Kirchhoff die psychoanalysierenden, kunsthistorisierenden Feuilletons ein, die der mißbrauchte Maler zu sprechen hat.”
Die Zeit befand in ihrer Analyse: “Vasa Hochmann verkörpert sehr eindringlich die Besessenheit und Willenlosigkeit dieses menschlichen Außenseiters, doch sind die Möglichkeiten der Rolle vom Drehbuch her nicht ganz ausgeschöpft. Aufgefüllt mit der stellenweise sehr spannenden Kriminalhandlung (mit einer blassen Liebesgeschichte am Rande) und etwas kunsthistorischem Unterricht für Anfänger, wurde der in Großaufnahmen schwelgende Film künstlerisch unsicher; sicher allerdings in der Wirkung auf das Publikum, da er vielen etwas bot.”
Im Lexikon des Internationalen Films heißt es: „Ein seinerzeit aufsehenerregender Fall um einen Amsterdamer Bilderfälscher namens van Megeren dient als Vorlage für ein betulich inszeniertes Kriminalstück mit Liebesgeschichte und allseits gefälligem Ausgang.“